# Stanislav Maleček
Stanislav Maleček (12. ledna [uváděno též 12. prosince] 1917 – 13. července 2000) byl český a československý novinář a politik Československé sociální demokracie a poslanec Prozatímního Národního shromáždění.

## Biografie
V letech 1945-1946 byl poslancem Prozatímního Národního shromáždění za ČSSD. V parlamentu setrval do parlamentních voleb v roce 1946.
Působil jako novinář, působil v Novinářském studijním ústavu a byl tajemníkem Svazu českých novinářů. Publikoval studie z oboru žurnalistiky. Po invazi vojsk Varšavské smlouvy do Československa v roce 1968 a následných čistkách byl coby vedoucí tajemník Svazu českých novinářů zařazen do evidence exponentů pravice.
Od června 1958 do května 1963 byl evidován jako agent Státní bezpečnosti na centrále kontrarozvědky pod krycím jménem Mládežník.